# Henk Schippers
Hendrik Willem (Henk) Schippers (Raalte 10 april, 1950 – Steenwijk, 13 februari 2000) was een Nederlands politicus van D66.
Hij is in de sociale geografie afgestudeerd aan de Universiteit van Amsterdam en werd daarna leraar aardrijkskunde op een scholengemeenschap in Enschede. In 1990 werd Schippers in die gemeente wethouder en vijf jaar later volgde zijn benoeming tot burgemeester van Steenwijk. Vanwege zijn ziekte werd op 1 februari 2000 zijn partijgenoot Haijo Apotheker benoemd tot waarnemend burgemeester van Steenwijk en nog geen twee weken later overleed Schippers op 49-jarige leeftijd.